# Piltyń
Piltyń (łot. Piltene, niem. Pilten) – miasto na Łotwie, w novadsie Windawa, 1776 mieszkańców (2004), położone na wschód od rzeki Windawy.
Piltyń to jedno z najmniejszych ale i najstarszych miast Łotwy. Gród w tym miejscu wzmiankowany był już w 1295 roku, prawa miejskie otrzymało w roku 1557. Dawniej był siedzibą jednego z biskupstw Kurlandii (biskupstwo kurlandzkie). Do czasów współczesnych zachowały się ruiny zamku inflanckiej gałęzi zakonu krzyżackiego z przełomu XIII i XIV wieku zbudowany przez biskupa Burcharda oraz kościół luterański z 1719 roku z zabytkowymi organami wykonanymi przez J. Kreicberga w 1722 roku. W mieście znajduje się również muzeum historyczne.
Piltyń obronił się przed najazdem litewskim (1329), uległ jednak zniszczeniu.
Od 1335 roku Piltyń stał się siedzibą biskupów kurlandzkich, a następnie kapituły, archiwum i biblioteki.
W 1557 roku miasto uzyskało prawa miejskie i herb. 20 maja 1560 (1559?) ostatni biskup kurlandzki Johann von Münchhausen, przechodząc na luteranizm sprzedał ziemię piltyńską księciu duńskiemu Magnusowi. Podczas zatargu Batorego z Danią o Piltyń, Jerzy Farensbach, jako namiestnik Ozylii, odmówił posiłków duńskiej załodze Piltyna, starając się doprowadzić do kompromisu, za co król duński Fryderyk II pozbawił go namiestnictwa Ozylii. Dania zrezygnowała ze swych pretensji do zwierzchnictwa nad Piltyniem 20 kwietnia 1585 roku, po otrzymaniu odszkodowania od unii polsko-litewskiej. W 1585 roku, Piltyń wszedł bezpośrednio w skład Korony Królestwa Polskiego wraz z okolicznymi ziemiami tworząc Powiat Piltyński. 
W latach 1701–1709 zajęty przez Szwedów podczas III wojny północnej. Zamek został rozebrany przez mieszczan (1750), którzy materiał wykorzystali na odbudowę miasta po pożarze, do dziś pozostały jedynie ruiny.
Od 1795 w Cesarstwie Rosyjskim. Od czerwca do listopada 1812 zajęte przez Napoleona, który utworzył Księstwo Kurlandii, Semigalii i Piltynia pod francusko-saskim protektoratem.
Po 1918 w składzie niepodległego państwa łotewskiego i odtąd, z przerwą na panowanie sowieckie w latach 1940-1990, dzieli z nim swe losy.